# Emílio Ribas
Emílio Marcondes Ribas (Pindamonhangaba, 11 de abril de 1862 — São Paulo, 19 de dezembro de 1925) foi um médico sanitarista brasileiro. Trabalhou no combate a epidemias e endemias, tendo criado o Instituto Butantan, entre outros órgãos públicos de saúde pública.
É um dos sanitaristas brasileiros do fim do século XIX e início do século XX mais celebrados que, juntamente com Oswaldo Cruz, Adolfo Lutz, Vital Brasil e Carlos Chagas, lutou para livrar a cidade e os campos das epidemias e endemias que assolavam o país.

## Biografia
Emílio nasceu em Pindamonhangaba, em 1862. Era filho de Cândido Marcondes Ribas e Andradina Alves Marcondes Ribas. Interessou-se pela medicina e decidiu mudar-se para a capital federal, na época o Rio de Janeiro, para estudar na Faculdade Nacional de Medicina (Faculdade de Medicina do Rio de Janeiro, hoje pertencente à Universidade Federal do Rio de Janeiro). Formou-se em 1887 como um dos primeiros da turma.

## Carreira
Formado clínico geral, casou-se e se mudou para a cidade de Santa Rita do Passa Quatro e depois para Tatuí. Em 1895, foi nomeado como inspetor sanitário e passou a trabalhar em São Paulo no combate a epidemias, em especial de febre amarela nas regiões de Araraquara, Jaú, Rio Claro e Pirassununga. Em 1896 é encarregado de conter um surto de febre amarela em Campinas, onde foi bem-sucedido.
Em 1902, Emílio Ribas trabalhou na cidade de São Simão (São Paulo), para deter a terceira epidemia de febre amarela na região. Só saiu da cidade quando conseguiu com uma equipe de médicos e voluntários acabar com a grave epidemia, mandando limpar o rio que corta a cidade, e tomando medidas para melhorar o saneamento básico na cidade que, ao chegar, descreveu-a de forma pouco lisonjeira:
| “ | (...) 530 prédios, mal construídos, 90% sem assoalho ou forro, e com péssimo saneamento básico. | ” |

Acompanhou os trabalhos do médico norte-americano Walter Reed e do médico cubano Carlos Finlay no combate à febre amarela em Cuba. Enfrentou críticas por defender a tese de Finlay, de maneira correta, que o transmissor da doença era o mosquito Aedes aegypti, o que levantou uma onda de protestos de vários médicos da época.
Em 1903, repetiu na capital paulista as experiências de Cuba, onde se deixou picar, junto de Adolfo Lutz, Oscar Moreira e outros voluntários, por mosquitos infectados pelo sangue de um portador da doença. A intenção do grupo era de provar que o verdadeiro transmissor era o Stegomyia fasciata, hoje chamado de Aedes aegypti. No mesmo ano, fez a experiência de entrar em contato com os dejetos dos doentes, de deitar-se ao lado deles para mostrar, mais uma vez, que o contágio não era por toque ou contato, no Hospital de Isolamento (hoje nomeado Instituto de Infectologia Emílio Ribas). No V Congresso Brasileiro de Medicina e Higiene, em 1903, declarou que a tese dos "contagionistas" não tem valor, reforçando a transmissão via insetos.
Preocupado com os alarmantes casos de tifo icteroide e a peste bubônica no Porto de Santos, e sabendo que os casos se deviam à falta de higiene e saneamento básico, Emílio levantou e coordenou uma campanha para promover a higiene pessoal e o saneamento da cidade na tentativa de reduzir os casos. Emílio, inclusive, tratou Vital Brasil da peste, relacionamento de onde surgiu uma amizade duradoura.
Na época de Emílio Ribas, os soros para tratamento de picadas de cobras eram caros, de qualidade e origem duvidosa. Na tentativa de baratear a produção, junto ao médico Vital Brasil, como diretor de serviço sanitário sugeriu ao governo do estado de São Paulo como que adquirisse uma fazenda nos arredores da capital onde nela pudesse produzir o soro: nascia assim o Instituto Butantan. Ribas também colaborou na fundação do Sanatório de Campos do Jordão para tratamento da tuberculose, além de ter idealizado e construído a Estrada de Ferro Campos do Jordão.
Na luta contra a tuberculose, Emílio Ribas foi designado para estudar na Europa e nos Estados Unidos, em 1908, recusando o convite feito pelo governo francês de dirigir o programa nacional de combate à febre amarela, na Martinica. No Asilo de Guarulhos, três vezes por semana, pela manhã, visitava e tratava pacientes com Mal de Hansen, usando o trenzinho da Cantareira, mesmo com seu estado debilitado de saúde.

## Morte
Emílio Ribas morreu em 19 de dezembro de 1925, em São Paulo, aos 63 anos. Está sepultado no Cemitério da Consolação na quadra 1A, terreno 8.

## Legado
Durante o levante paulista de 1932, a viúva de Emílio Ribas, Maria Carolina Bulcão, doa uma premiação (medalha de ouro) dele para o esforço de guerra. Em sua homenagem, no mesmo ano, o principal centro de pesquisas infectocontagiosas e o Hospital de Isolamento da capital paulista a ele ligado, passam a se chamar Instituto de Infectologia Emílio Ribas. Em 2012, por meio de decreto do então governador e seu conterrâneo pindamonhangabense Geraldo Alckmin, Emílio Ribas foi declarado patrono da saúde pública do estado de São Paulo.

## Dia do Médico Infectologista
A comemoração do Dia do Médico Infectologista foi instituída em 2005 pela Sociedade Brasileira de Infectologia (SBI), que escolheu essa data porque 11 de abril é o dia do nascimento de Emílio Ribas, um dos pioneiros da área no Brasil.

## Publicações (selecionadas)
Seus trabalhos foram publicados no final do século XIX e início do século XX, a maioria de seus escritos está em domínio público. Alguns dos seus trabalhos mais conhecidos e importantes:
1. "A febre amarela na Bahia" (1899) - publicado na revista Brasil-Médico;
2. "O tratamento da febre amarela" (1900) - publicado na revista Gazeta Médica da Bahia;
3. "Da identidade do Schizotrypanum cruzi (nov. gen., nova espécie) com o Trypanosoma (Schizotrypanum) cruzi" (1909) - publicado na revista Brazil-Médico;
4. "Estudos sobre a lepra" (1901) - publicado na revista Brasil-Médico.